# Бий (окръг, Тексас)
Окръг Бий (на английски: Bee County) е окръг в щата Тексас, Съединени американски щати. Площта му е 2279 km², а населението - 32 300 души (2000). Административен център е град Бийвил.